# Jean Mansour
Jean Mansour SMSP (* 27. Juli 1928 in Ras-Baalbek; † 17. November 2006) war Weihbischof und Administrator im Melkitischen Patriarchat von Antiochien.

## Leben
Jean Mansour wurde am 29. Juni 1952 zum Ordenspriester der Missionsgesellschaft des heiligen Paulus, einer Ordensgemeinschaft der Melkitischen Griechisch-Katholischen Kirche, geweiht.
Am 19. August 1980 erhielt er die Ernennung zum Weihbischof und Erzbischof „pro hac vice“ in Antiochien unter gleichzeitiger Berufung zum Titularerzbischof von Apamea in Syria dei Greco-Melkiti. Die Bischofsweihe wurde am 19. Oktober 1980 vom Patriarchen der Melkitisch Griechisch-Katholischen Kirche Maximos V. Hakim vorgenommen; Mitkonsekratoren waren die Erzbischöfe Nicolas Hajj SDS von Banyas und Habib Bacha SMSP von Beirut und Jbeil.
Von 1980 bis 1997 war Mansour Weihbischof, er übernahm überwiegend administrative Funktionen. Er war von 1997 bis 2002 Kurienbischof im Patriarchat Antiochien und zeitweise Patriarchaladministrator. Zu seinem erweiterten Aufgabenbereich gehörte auch die Mitkonsekration von Bischöfen, wie zum Beispiel bei Joseph Kallas SMSP, George Riashi BC, Pierre Mouallem, SMSP, Fares Maakaroun, Georges Kahhale BA, Salim Ghazal BS, Joseph Absi SMSP und Elias Rahal SMSP. Am 17. Oktober 2002 wurde Erzbischof Jean Mansour altersgemäß in den Ruhestand versetzt und war bis zu seinem Tod am 17. November 2006 als emeritierter Weihbischof tätig.